# 佐藤一俊
佐藤 一俊（さとう かずとし、1953年5月1日 - ）は日本のアニメーションの音響効果技師。東京都品川区出身。

## 作品
順不同。
- D・N・A² (NTV) (OVAと同様に)
- EAT-MAN (TX) (EAT-MAN '98と同様に)
- AWOL -Absent Without Leave- (TX)
- 仙界伝 封神演義 (TX)
- ネクスト戦記EHRGEIZ (TX)
- グラップラー刃牙 (TX) (2001年)
- デビルマン (OVA)
- レリックアーマーLEGACIAM (OVA)
- HAUNTEDじゃんくしょん (TX)
- ヴイナス戦記 (映画)
- ロボットカーニバル (OVA) (オープニング・エンディング、フランケンの歯車)
- GHOST IN THE SHELL / 攻殻機動隊 (映画)
- ストリートファイターII V (ytv)
- アリオン (映画)
- クラッシャージョウ (映画)
- デジタル・デビル物語 女神転生 (OVA)
- 亜空大作戦スラングル（ANB）
- WXIII 機動警察パトレイバー (映画)
- 永遠のアセリア
- 風の谷のナウシカ※大平紀義と連名クレジット
- がんばれ!キッカーズ（NTV）
- 銀河烈風バクシンガー（TX）
- 銀河疾風サスライガー（TX）
- 紅の豚
- 巨神ゴーグ（TX）
- 最強ロボ ダイオージャ（NBN-ANN）
- サイキックアカデミー煌羅万象
- シスタープリンセス（TX）※小野弘典と連名クレジット
- ゼロテスター 地球を守れ!（KTV-FNS）
- 蒼天の拳（EX）
- ダーティペア（NTV）
- 滝田ゆう落語劇場※小野弘典と連名クレジット
- 楽しいムーミン一家（TX）
- 超攻速ガルビオン（ANB）
- 超電磁マシーン ボルテスV（ANB）
- 超電磁ロボ コン・バトラーV（NET→ANB）
- Dear
- 帝都物語※東洋音響効果グループの小島良雄と連名クレジット
- 天空の城ラピュタ※小野弘典と連名クレジット
- 闘将ダイモス（ANB）
- となりのトトロ
- ハニーハニーのすてきな冒険（CX）
- ふたり鷹（CX）※モータージャーナリストの青池武と連名クレジット
- V・B・ローズ
- 魔女の宅急便
- 魔法使いTai!
- 未来ロボ ダルタニアス（12ch）
- 無敵ロボ トライダーG7（NBN-ANN）
- めちゃっこドタコン（CX）
- 勇者ライディーン（NET）